# Jiný svět

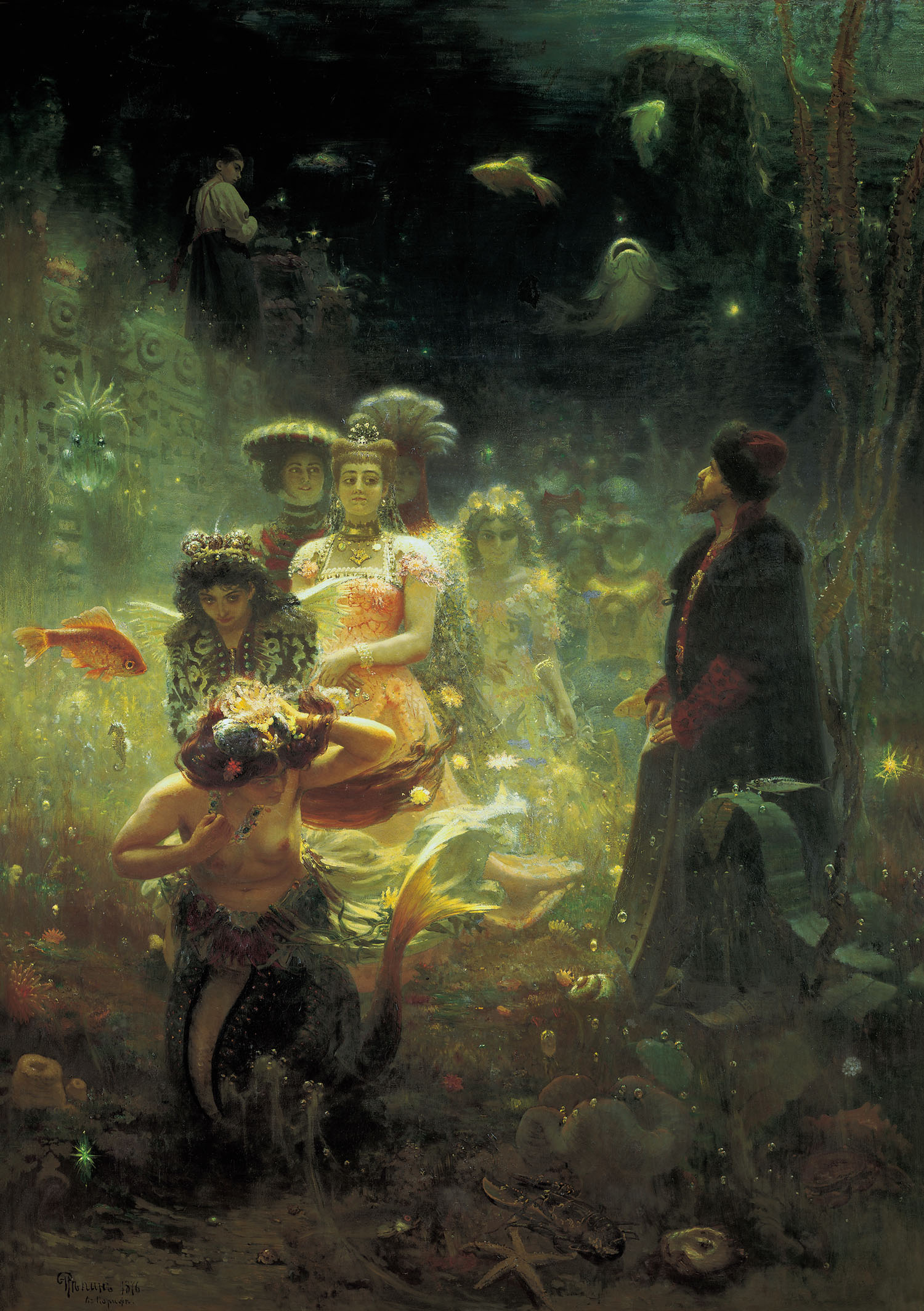
Ilja Repin, Sadko v podmořském království, 1876. Svět v hlubinách moře je jedním z typických příkladů Jiného světa

Jiný svět je v mytologii svět nacházející se mimo běžnou, všední realitu, který často vyniká svým náboženským významem, jako jsou různá podsvětí, nebesa a jiná mytická místa. Může se nacházet daleko od hranic známého světa, v daleké minulosti či budoucnosti, ale také může být velmi blízko, přičemž jako formu jinosvěta lze v předmoderních společnostech chápat i běžnou divočinu.

## Klasifikace
Český religionista Jan Kozák rozlišuje následující druhy jiných světů, přičemž mezi příklady uvedl i několik takových, která nejsou přímo místy:
- Svět nacházející se nahoře, tedy „nadsvětí“, například na světovém stromě či hoře, nebo na nebesích.
  - Příkladem je křesťanské Nebe, řecký Olymp, severská Valhalla, indická Svarga, čínská Nebesa, islámský Džannat nebo gnostické Pleroma.
- Svět nacházející se dole, „podsvětí“, například v jeskyni či v hlubinách vod.
  - křesťanské peklo, židovský Šeol, řecký Hádes, severský Helheim, indická Pátála a Naraka, nebo mayská Šibalba
- Svět nacházející se na periferii země, „jinosvětí“, jako na dalekém východě, západě, severu či jihu, na vzdáleném ostrově, ve středu světa či na ukrytém místě
  - řecká Hyperborea a Élysion, severský Jotunheim a Glasisvellir, irský Tír na nÓg nebo skrytý imám v islámu
- Svět nacházející se na počátku věků, v čase stvoření, „předsvětí“.
  - hebrejský Eden, sumerský Dilmun, íránský Airjánem vaédžah, aztécký Aztlán, řecký zlatý věk, „prvobytně pospolná společnost“, Rousseauův „blažený divoch“, Bachofenův „prvotní matriarchát“, „prvotní monoteismus“
- Svět nacházející se na konci věků, „posvětí“
  - svět po příchodu Mesiáše, Maitréji či Saošjanta, Království Boží, „komunistická budoucnost“

Mnoho z těchto světů nelze jasně zařadit jen do jedné kategorie, například Platónova Atlantis je jak vzdáleným ostrovem, tak místem které existovalo v dávné minulosti.
Religionista Graham Harvey poukazuje také na podoby Jiného světa, které nejsou od obydlí běžných lidí vzdálená ani místně ani časově. Faerie a podobné světy kde přebývají přírodní duchové, víly, elfové, případně světy obývané předky, sice leží mimo běžný svět, ale jejich obyvatelé mají s lidmi blízké vztahy.